# قرة تبة
قرة تبة بلدة عراقية تتبع محافظة ديالى وسكانها من العرب، والتركمان والأكراد. وقرة تبه هي كلمة تركية مؤلفة من مقطعين هما قرة وتبة وهي تعني التل الأسود. ينحدر العلّامة والمؤرخ واللغوي العربي مصطفى جواد من البلدة، وهو من الشخصيات البارزة في تاريخ العراق والعرب المعاصر.

## الموقع والسكان
كانت قرة تبة ناحية في قضاء كفري في أقصى شمال مدينة المقدادية شمال بحيرة حمرين وتبعد عن مركز محافظة ديالى حوالي 40 كم. بلغ عدد سكان الناحية 21.549 نسمة بحسب إحصاء وزارة التخطيط عام 2011 م.
في شهر تموز 2025 صدر أمر إداري برفع مستوى ناحية قرة تبة ومركزها الحضري إلى قضاء مستقل ضمن الحدود الإدارية لمحافظة ديالى، على أن تلحق به ناحية جبّارة التي كانت تابعة لقضاء خانقين.  وأدرج قضاء قرة تبة المُستحدث تحت الرمز (2109) ضمن دليل الوحدات الإدارية لجمهورية العراق، ويضم ناحيتي، جبّارة، التي أُعطيت الرمز (21092)، وكوكس، التي أُعطيت الرمز (21093).